# Fritz Schmidt (generalkommissarie)

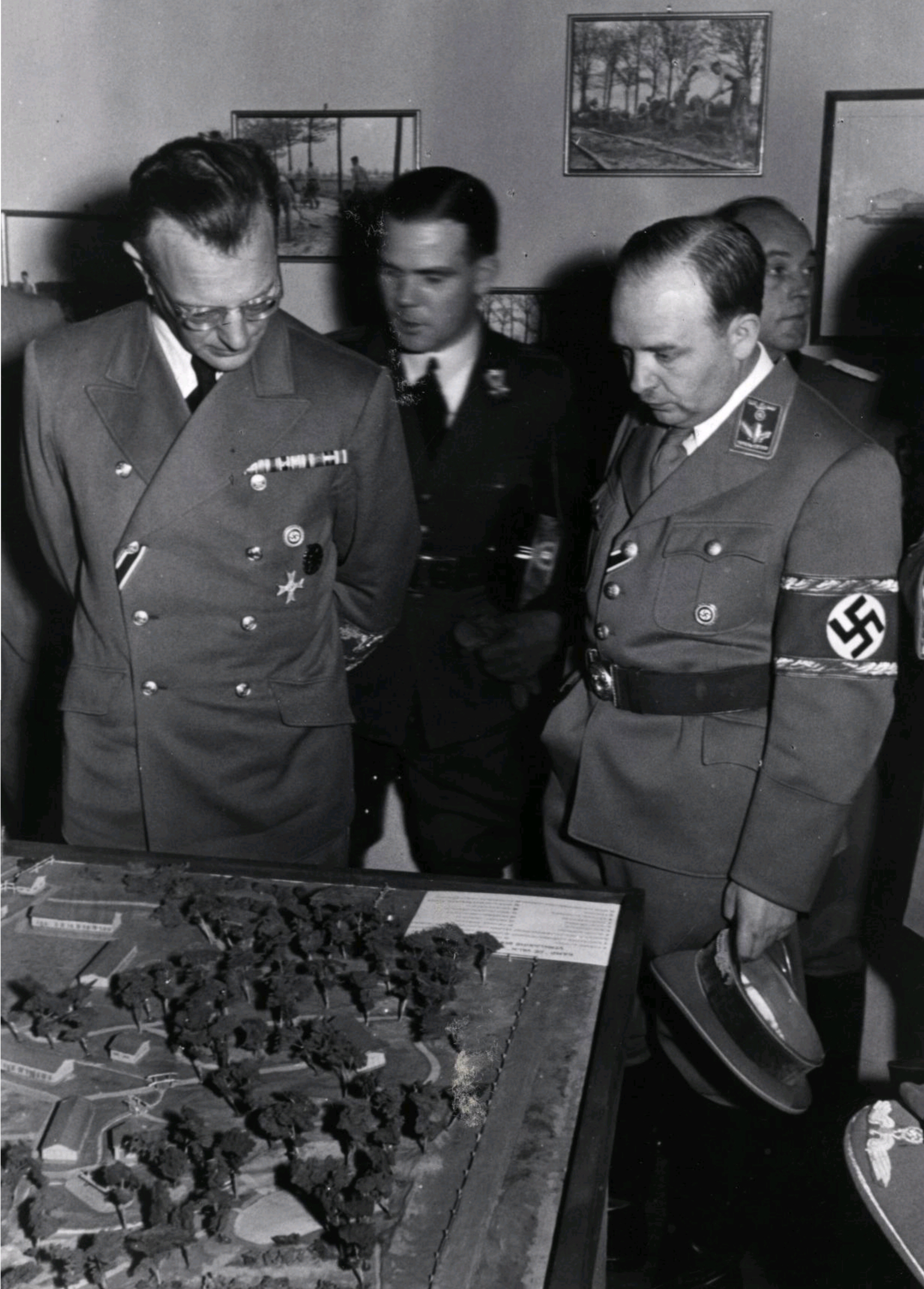
Arthur Seyss-Inquart och Fritz Schmidt år 1941.

Fritz Schmidt, född 19 november 1903 i Eisbergen, Porta Westfalica, död 26 juni 1943 i Chartres, var en tysk nazistisk politiker och Hauptdienstleiter. Han var generalkommissarie för särskilda ändamål (Generalkommissar zur besonderen Verwendung) i det av Tyskland ockuperade Nederländerna. Schmidt dog i samband med att han föll från ett framrusande tåg.